# 北沢大石棒

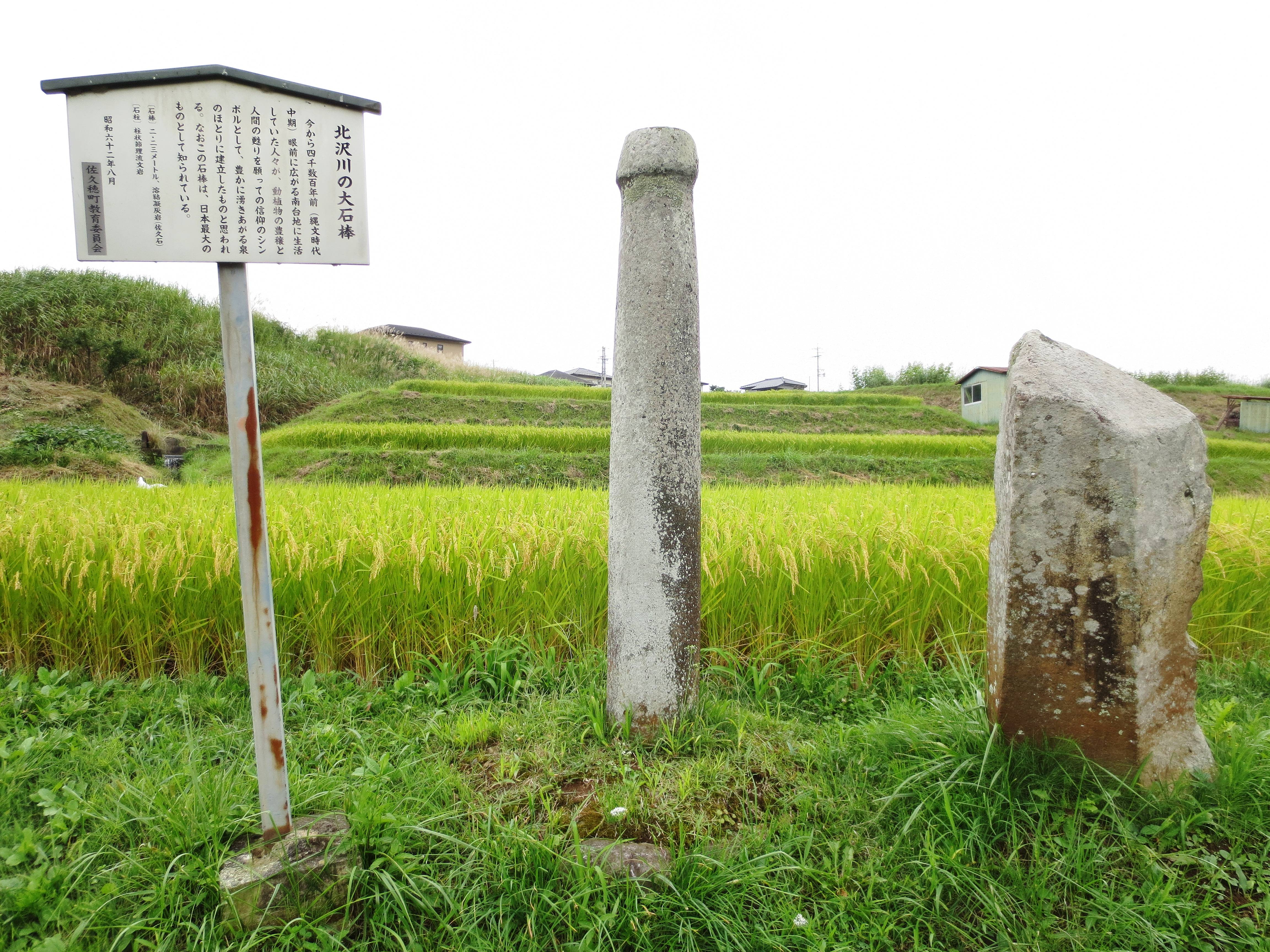
北沢大石棒（長野県南佐久郡佐久穂町高野町上北沢1433番地内、2015年）

北沢大石棒（きたざわだいせきぼう/きたさわだいせきぼう）は、長野県南佐久郡佐久穂町を流れる北沢川から出土した石棒。北沢の大石棒、北沢川（の）大石棒ともいう。
縄文時代中期後半に、当地から産出した佐久石（志賀溶結凝灰岩）を用いて作られたもので、全長2.23メートル、直径25センチメートル、この種の遺物としては日本一の大きさである。佐久穂町指定文化財（有形文化財）に指定されており、番号11・石棒という名称で登録されている。

## 沿革
- 縄文時代中期後半 - 石棒が製作される[5]。

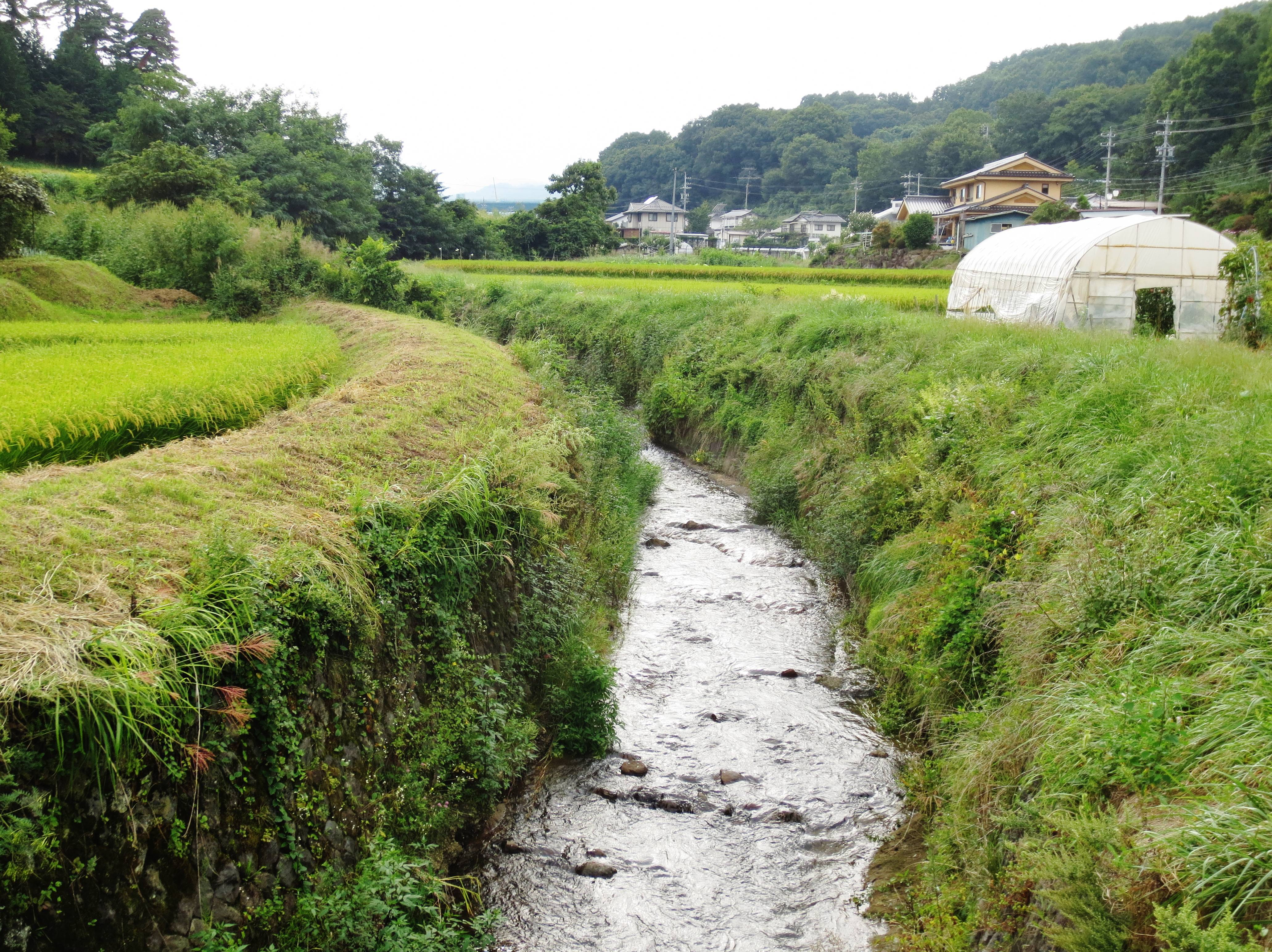
北沢川

- 1919年（大正8年） - 北沢川改修工事により出土。貴重なものと考えた高見沢伊重が、自分の田の畦に立て、保護したと伝えられる[4]。
- 1982年（昭和57年） - 町の文化財に指定するため、一旦掘り出し、補強工事が行われた。その際に大きさの測定と、地中部分の実見が行われた[7]。
- 1984年（昭和59年）5月28日 - 町指定文化財に指定[1]。
- 2023年（令和5年） - 野外展示に伴う劣化への懸念から、佐久穂町生涯学習館「花の郷・茂来館」内に移設[8]。元の場所には複製品を設置し、往時の景観を保存する計画[9]。

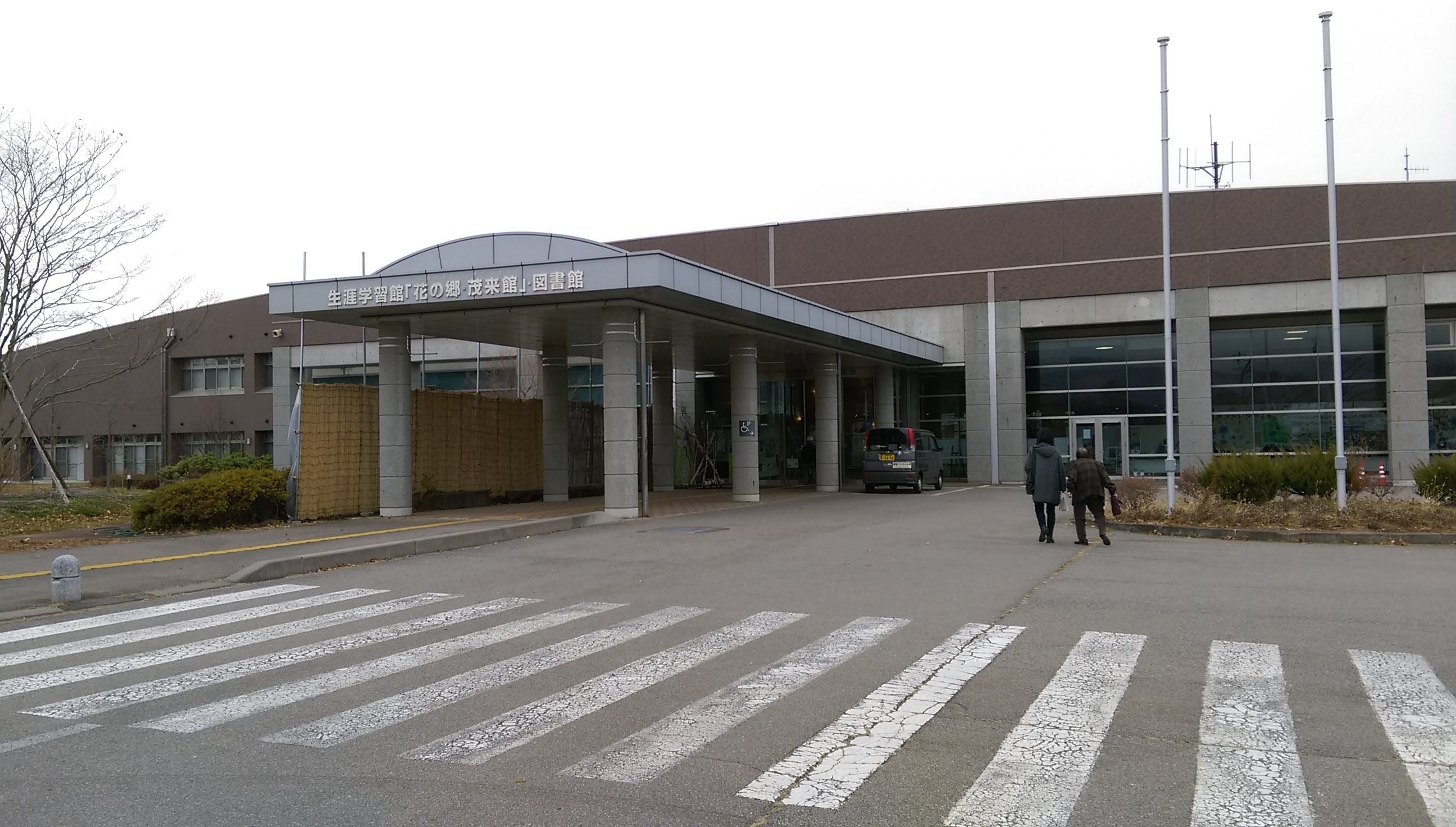
佐久穂町図書館も入所する佐久穂町生涯学習館「花の郷・茂来館」

## 交通アクセス
公共交通機関
JR小海線・羽黒下駅から徒歩15分間、または自動車で5分間ないし約10分間。
自家用自動車
中部横断自動車道・佐久南インターチェンジから11キロメートル、自動車で25分間。
中央自動車道・長坂インターチェンジから自動車で60分間。